# Potlach (série télévisée d'animation)
Pour les articles homonymes, voir Potlatch.
Potlach est une série télévisée d'animation française en 26 épisodes de 22 minutes, créée par Stéphane Bernasconi, Yves Coulon et Augusto Jones et diffusée à partir du 2 juillet 2006 sur France 3.

## Synopsis
Au cœur de la campagne, au milieu des bois et des champs, se trouve Potlach, une ferme sans fermier, habitée, gérée et dirigée exclusivement par des animaux. N’y vivent en effet que des vaches, des cochons, des lapins, des moutons, un coq, une poule, un canard, un jeune taureau, un chien et un lama. 
Ces animaux à l’allure anthropomorphe, doués de raison et de parole, tantôt bipèdes, tantôt quadrupèdes, mènent des vies presque humaines dans ce petit village hétéroclite et haut en couleur constitué de granges, de maisons, de yourtes et de caravanes. 
Ces personnages, aux caractères forts variés et généralement bien campés, y vivent de nombreuses aventures de la vie quotidienne ainsi que d'innombrables péripéties amoureuses, parfois même entre espèces différentes. Ils doivent également faire face dans quasiment chaque épisode à des évènements aussi surréalistes qu'invraisemblables, parmi lesquels des apparitions  divines, de la magie spirituelle, ou encore des  rencontres extraterrestres, tout en prenant parfois le temps de s'assoir dans un fauteuil pour bavarder un peu ou philosopher avec le public.

## Personnages
- Kotlette : un truie adepte du spiritisme, de la méditation et du tarot, mariée à Gaby.
- Gaby : un cochon bûcheur, grognon et matérialiste, marié à Kotlette.
- Nina : une petite truie agitée et précoce, fille de Gaby et Kotlette.
- Alan : un coq fanfaron, frimeur et narcissique, marié à Albumine.
- Albumine : une poule susceptible, à l'instinct maternel inassouvi, mariée à Alan.
- Cassandra  : une vache terre-à-terre, tatillonne et irritable, mère d'Esméraldo, sœur de Heïdi et Betty.
- Betty : une vache coquette, séduisante et charmeuse, sœur de Cassandra et Heïdi.
- Heïdi : une vache rêveuse, romantique et utopiste, sœur de Cassandra et Betty.
- Esméraldo : un jeune taureau rebelle et révolté, fils de Cassandra.
- Monsieur Tanguy : un vénérable lapin retraité, débonnaire et toujours séducteur, grand-père de Doum-Doum.
- Doum-Doum : un jeune lapereau asthmatique, curieux et joueur, grand ami de Nina, petit-fils de Monsieur Tanguy.
- Pincho : un lama péruvien relax et nonchalant.
- Evgueni : un canard baroudeur et aventurier.
- Woof : un chien penaud, discret et timide.
- Les moutons : une bande de dix inséparables et anonymes ovins, chacun désigné par un numéro.

## Épisodes
1. Un jour, l’histoire incroyable du cirque et de la fugue de Cassandra
2. Un jour, l’histoire incroyable de la dégustation des tartes aux patates
3. Un jour, l’histoire incroyable de l’anniversaire surprise de Gaby
4. Un jour, l’histoire incroyable de l’aventure entre une vache et un mouton
5. Un jour, l’histoire incroyable de l’aventure et du défi d’Alan
6. Un jour, l’histoire incroyable des invitations et des deux sœurs dans la tempête
7. Un jour, l’histoire incroyable de la myopie d’Albumine et d’un couple qui se fâche
8. Un jour, l’histoire incroyable des ruines et des malédictions qui s’ensuivirent
9. Un jour, l’histoire incroyable des histoires d’amour passées, présentes et à venir
10. Un jour, l’histoire incroyable du défi sportif entre un coq et un cochon
11. Un jour, l’histoire incroyable du coq qui trouvait qu’il avait un gros nez
12. Un jour, l’histoire incroyable du chien heureux au jeu et des amours malheureuses
13. Un jour, l’histoire incroyable du bal tragique à la ferme et du départ d’Evgueni
14. Un jour, l’histoire incroyable du combat dramatique contre les envahisseurs
15. Un jour, l’histoire incroyable du retour d’un lama qui ressemblait à Pincho
16. Un jour, l’histoire incroyable des rencontres célestes et du courrier du cœur
17. Un jour, l’histoire incroyable de la revanche du mouton noir et du canard traqué
18. Un jour, l’histoire incroyable du cadeau qui vexe et du coq qui veut prouver des trucs
19. Un jour, l’histoire incroyable d’un enfant tant attendu et des enfants tràs détendus
20. Un jour, l’histoire incroyable du bonheur des uns qui énerve les autres
21. Un jour, l’histoire incroyable du faux plafond de la caravane de la maison hantée
22. Un jour, l’histoire incroyable de la poule qui se sentait pousser des ailes
23. Un jour, l’histoire incroyable du cochon qui faisait de la grande cuisine
24. Un jour, l’histoire incroyable de l’ado qui se négligeait et du lapin asthmatique
25. Un jour, l’histoire incroyable des nobles cousins et de leur quête héroïque
26. Un jour, l’histoire incroyable des cinq ans de mariage et des cadeaux qui s’ensuivirent